# Nassarius websteri
Nassarius websteri is een slakkensoort uit de familie van de Nassariidae. De wetenschappelijke naam van de soort is voor het eerst geldig gepubliceerd in 2012 door Petuch & Sargent.